# ليزا واتسون
ليزا واتسون (بالإنجليزية: Lisa Watson)‏ هي رئيسة تحرير صحيفة بريطانية، ولدت في 1970 في جزر فوكلاند في المملكة المتحدة.